# Herb powiatu radomszczańskiego

Herb powiatu w latach 2000–2024

Herb powiatu radomszczańskiego – jeden z symboli powiatu radomszczańskiego, którego obecna wersja, autorstwa Kamila Wójcikowskiego i Roberta Fidury, została ustanowiona 24 kwietnia 2024.

## Wygląd i symbolika
Herb przedstawia na tarczy dzielonej w słup w polu złotym i czerwonym połulew wspięty 
czerwony i połuorzeł czarny z orężem złotym, z głowami ukoronowanymi wspólną koroną złotą, na piersi z owalną tarczką czerwoną z cienką bordiurą złotą, na której figuruje złoty inicjał ”R”. Połulew czerwony i połuorzeł czarny na tarczy złoto-czerwonej to herb dawnego województwa sieradzkiego, w skład którego w przeszłości wchodziła większa część dzisiejszego powiatu. Inicjał R wzięty został z ostatniej przedrozbiorowej pieczęci Radomska.

## Historia
Poprzedni herb, przyjęty w 2000 roku, przedstawiał czerwony mur z zaznaczonym wątkiem ceglanym na błękitnym polu. Pomiędzy dwiema wieżami umieszczona jest tarcza dwudzielna w słup. W jej prawym czerwonym polu znajduje się lew srebrny, a w srebrnym polu lewym czarny orzeł, pod wspólną złotą koroną. Wieże zwieńczone są trójzębnymi krenelażami. W każdej z nich znajduje się prostokątny otwór. W otwartej bramie stoi rycerz w srebrnej zbroi wsparty na włóczni. Na jego głowie znajduje się srebrny hełm bez ozdób.
Herb ten w 2006 roku otrzymał negatywną opinię Komisji Heraldycznej, która zwróciła uwagę na szereg problemów:
- Aktualny herb Radomska, do którego nawiązywał stary herb powiatu, oparty jest na luźnych, niedatowanych odciskach pieczętnych niepewnej proweniencji. Wyobrażają jakby herb Grzymała, a Radomsko nigdy nie było miastem prywatnym. Pieczęcie te znane są tylko z luźnych i niedatowanych odcisków, a więc nie ma nawet żadnego potwierdzenia, że znak ten był w ogóle w użyciu w czasach przedrozbiorowych. Natomiast znane są poświadczone w użyciu pieczęcie Radomska sprzed rozbiorów. Początkowo widniał na nich koronowany inicjał K, zapewne nawiązanie do Kazimierza Wielkiego (Radomsko było miastem królewskim), które z czasem zatraciło pierwotną symbolikę i ewoluowało do R, oznaczającego inicjał nazwy miasta. Ostatni przedrozbiorowy herb miasta wyobrażał zatem inicjał R.
- Tarcza z połuorłem-połulwem na dotychczasowym herbie miała nadane barwy, w jakich historycznie nie występował herb sieradzki. Te barwy były początkowo nieustalone, ale ostatecznie wyklarował się schemat ze złoto-czerwoną tarczą, czerwonym połulwem i czarnym połuorłem. Komisja Heraldyczna zwróciła też uwagę, że wyobrażenie pełnego herbu wojewódzkiego w herbie powiatowym jest niewłaściwe, oraz że czerwone mury na niebieskim tle łamią zasadę alternacji heraldycznej.
- Mury miejskie, jako uniwersalny heraldyczny symbol samorządu miejskiego, nie przystają zdaniem Komisji do herbu powiatowego[3].